# Transcripción del sistema postal chino
La transcripción del sistema postal chino (en chino tradicional, 郵政式拼音; en chino simplificado, 郵政式拼音; pinyin, yóuzhèngshì pīnyīn) fue un método de romanización (transcripción al alfabeto latino) del chino utilizado exclusivamente para nombres de lugar durante principios del siglo XX.
Este sistema fue acordado en la Asamblea Conjunta de los Correos Imperiales (帝國郵電聯席會議, dìguó yóuzhèng liánxì huìyì) celebrada en Shanghái en 1906.
Aunque se basa en gran medida en el sistema Wade-Giles, incorpora también particularidades de los dialectos locales. No se trata de un método sistemático de transcripción del chino mandarín, sino de un listado de nombres de provincias y ciudades chinas en alfabeto latino.
Durante gran parte del siglo XX las provincias y ciudades chinas fueron conocidas en Occidente según este sistema. Algunos ejemplos de estos nombres antiguos son: «Peking» (Beijing), «Chungking» (Chongqing), «Soochow» (Suzhou), «Kwangtung» (Guangdong), «Amoy» (Xiamen) y «Mukden» (Shenyang).
Este método de romanización se utiliza aún a veces en Taiwán para designar a las ciudades de la China continental en textos en inglés. En la República Popular China el sistema ha sido totalmente abandonado y remplazado por el sistema hànyǔ pīnyīn, único oficial. La única excepción se da en los nombres en inglés de algunas universidades que continúan utilizando la romanización antigua como marca de su antigüedad. Así, la Universidad de Pekín se designa a sí misma como Peking University, y la Universidad de Suzhou es en inglés Soochow University.